# Barrow AFC
Barrow AFC is een Engelse voetbalclub uit Barrow-in-Furness, Cumbria. 
De club speelt in de EFL League Two, het vierde niveau van het Engelse voetbal. De club werd opgericht in 1901 en trad in 1921 toe tot de Football League. Thuiswedstrijden worden sinds 1909 afgewerkt op Holker Street, dat vlak bij het stadscentrum en ongeveer een kilometer van Station Barrow-in-Furness ligt.
De club bracht meer dan vijftig jaar door in de Football League (1921-1972) en promoveerde naar de Third Division door in het seizoen 1966-1967 de derde plaats te behalen in de Fourth Division. De hoogste eindpositie ooit in de geschiedenis van de club kwam in het seizoen 1967/68, toen een achtste plaats werd behaald. Het verblijf in de Third Division was echter van korte duur en na twee seizoenen degradeerde de club weer naar de Fourth Division. In 1970/71 eindigden ze als hekkensluiter, maar werden ze herkozen voor het seizoen 1971/72. Barrow eindigde het volgende seizoen echter wederom in de onderste regionen en werd ditmaal niet herkozen om in de Football League te blijven. Ze werden vervangen door Hereford United uit de Southern League. Sindsdien bracht Barrow zijn tijd door in de twee hoogste divisies van het non-league voetbal, tot 2020. Dat seizoen dwongen ze als kampioen promotie af naar de League Two. 
De clubkleuren zijn blauw en wit, wat heeft geleid tot hun bijnaam "The Bluebirds". In 1990 won de club de FA Trophy tegen Leek Town FC. Twintig jaar later werd deze beker voor de tweede keer veroverd in de finale tegen Stevenage Borough FC.

## Erelijst
- FA Trophy
  - Winnaar: 1990, 2010
- Third Division
  - Promotie: 1966/67
- National League
  - Kampioen: 2019/20
- Conference North
  - Kampioen: 2014/15
  - Play-off winnaar: 2007/08
- NPL Premier Division
  - Kampioen: 1983/84, 1988/89, 1997/98

## Eindstanden
De eindklasseringen van Barrow AFC vanaf het seizoen 1921/22:
- 2025 16e
League Two
- 2024 8e
League Two
- 2023 9e
League Two
- 2022 22e
League Two
- 2021 21e
League Two
- 2020 1e
National League
- 2019 11e
National League
- 2018 20e
National League
- 2017 7e
National League
- 2016 11e
National League
- 2015 1e
Conference North
- 2014 11e
Conference North
- 2013 22e
Conference Premier
- 2012 13e
Conference Premier
- 2011 18e
Conference Premier
- 2010 15e
Conference Premier
- 2009 20e
Conference Premier
- 2008 5e
Conference North
- 2007 16e
Conference North
- 2006 14e
Conference North
- 2005 16e
Conference North
- 2004 3e
NPL Premier Division
- 2003 2e
NPL Premier Division
- 2002 8e
NPL Premier Division
- 2001 6e
NPL Premier Division
- 2000 13e
NPL Premier Division
- 1999 19e
Football Conference
- 1998 1e
NPL Premier Division
- 1997 5e
NPL Premier Division
- 1996 4e
NPL Premier Division
- 1995 11e
NPL Premier Division
- 1994 8e
NPL Premier Division
- 1993 8e
NPL Premier Division
- 1992 22e
Football Conference
- 1991 10e
Football Conference
- 1990 14e
Football Conference
- 1989 1e
NPL Premier Division
- 1988 5e
NPL Premier Division
- 1987 15e
NPL Premier Division
- 1986 22e
Alliance Premier League
- 1985 18e
Alliance Premier League
- 1984 1e
NPL Premier Division
- 1983 21e
Alliance Premier League
- 1982 8e
Alliance Premier League
- 1981 9e
Alliance Premier League
- 1980 14e
Alliance Premier League
- 1979 16e
NPL Premier Division
- 1978 13e
NPL Premier Division
- 1977 21e
NPL Premier Division
- 1976 23e
NPL Premier Division
- 1975 22e
NPL Premier Division
- 1974 22e
NPL Premier Division
- 1973 23e
NPL Premier Division
- 1972 22e
Fourth Division
- 1971 24e
Fourth Division
- 1970 23e
Third Division
- 1969 19e
Third Division
- 1968 8e
Third Division
- 1967 3e
Fourth Division
- 1966 12e
Fourth Division
- 1965 21e
Fourth Division
- 1964 24e
Fourth Division
- 1963 9e
Fourth Division
- 1962 9e
Fourth Division
- 1961 22e
Fourth Division
- 1960 18e
Fourth Division
- 1959 23e
Fourth Division
- 1958 18e
Third Division North / South
- 1957 10e
Third Division North / South
- 1956 22e
Third Division North / South
- 1955 17e
Third Division North / South
- 1954 12e
Third Division North / South
- 1953 19e
Third Division North / South
- 1952 12e
Third Division North / South
- 1951 19e
Third Division North / South
- 1950 15e
Third Division North / South
- 1949 13e
Third Division North / South
- 1948 7e
Third Division North / South
- 1947 9e
Third Division North / South
- 1946
- 1945
- 1944
- 1943
- 1942
- 1941
- 1940
Third Division North / South
- 1939 13e
Third Division North / South
- 1938 21e
Third Division North / South
- 1937 16e
Third Division North / South
- 1936 15e
Third Division North / South
- 1935 17e
Third Division North / South
- 1934 8e
Third Division North / South
- 1933 9e
Third Division North / South
- 1932 5e
Third Division North / South
- 1931 16e
Third Division North / South
- 1930 22e
Third Division North / South
- 1929 20e
Third Division North / South
- 1928 19e
Third Division North / South
- 1927 22e
Third Division North / South
- 1926 22e
Third Division North / South
- 1925 14e
Third Division North / South
- 1924 22e
Third Division North / South
- 1923 18e
Third Division North / South
- 1922 15e
Third Division North / South

- Third Division
- Fourth Division
- League Two
- National League
- National League North
- NPL Premier Division

ⓘ In 1992 invoering van de Premier League en opheffing van de Fourth Division; in 2004 opheffing van de First, Second en Third Division.

## Bekende (ex-)spelers
- Kemy Agustien
- Grant Holt
- Benjamin van den Broek